# Kabayaki
Kabayaki (蒲焼き) er en japansk fiskeret, der først og fremmest laves med ål og tilsvarende fisk. Kabayaki er en form for teriyaki (照り焼き).
Man har spist kabayaki siden Edo-perioden (1603-1868), og den hører i dag til blandt de traditionelle retter i det japanske køkken. Kaba (蒲) er det japanske ord for sumpplanten Bredbladet Dunhammer. Retten, en halvt udbenet ål, minder om en dunhammers udseende, deraf navnet.